# Ebolmedzom
Ebolmedzom est une localité de la région du Centre au Cameroun, localisée dans la commune de Nkolafamba et le département de la Méfou-et-Afamba.
On y accède par la route qui lie Nkombassi à Nouessong IV et à Nkoltsit.

## Population et développement
En 1965, la population de Ebolmedzom était de 396 habitants. La population de Ebolmedzom était de 99 habitants dont 55 hommes et 44 femmes, lors du recensement de 2005. Ce sont principalement des Bané.

## Personnalités
Mgr Jean Mbarga, archevêque de Yaoundé, est né à Ebolmedzom en 1956.